# Thamnobryum subseriatum
Thamnobryum subseriatum là một loài Rêu trong họ Neckeraceae. Loài này được (Mitt. ex Sande Lac.) B.C. Tan miêu tả khoa học đầu tiên năm 1989.